# 赤崎子
赤崎子，原寫為赤崎仔，是臺灣苗栗縣造橋鄉的一個傳統地域名稱，位於該鄉中部偏東。相較於今日行政區，其範圍大致包括大西村、錦水村。

## 歷史
台灣清治末期至日治初期，赤崎子地區為一街庄，稱為「赤崎仔庄」，隸屬於苗栗一堡。該庄北隔南港溪與濫坑庄、大坪林庄為界，東與大桃坪庄為鄰，南邊為老田藔庄，西邊為造橋庄。
1901年（日治明治三十四年）11月，全台廢縣廳改設二十廳，該庄隸屬於苗栗廳。1909年（明治四十二年）10月，合併二十廳為十二廳，該庄改隸屬於新竹廳。1920年（大正九年），廢十二廳改設五州二廳，該庄改制並雅化為「赤崎子」大字，隸屬於新竹州竹南郡造橋庄。
戰後造橋庄改制為造橋鄉，隸屬於新竹縣，大字亦改制為村。1950年桃、竹、苗分治，造橋鄉改隸屬於苗栗縣。

## 聚落
本地區發展較早的聚落有車坪、二坪、大坪、錦水等，在日治期初期的官方地圖上已有記載。

## 交通
省道台13線是香山內湖至豐原的幹道，其中尖山至豐原路段俗稱「尖豐公路」，大致以縱向經過赤崎子地區，但在錦水聚落有向西繞大彎道再繞回。由該道路向北可前往頭份、竹南、香山內湖並止於省道台1線路口，向南可前往頭屋、苗栗、銅鑼、三義等地。
鄉道苗14線是九車籠至大河底的道路，大致以西北西—東南東走向轉橫向再轉縱向再轉橫向經過本地區北部。由該道路向西北西可前往造橋、淡文湖西南側並止於省道台1線路口，向東經中間坑、李屋後轉南可前往大坪林後，再轉東北可前往大河底並止於省道台3線路口。
鄉道苗14-1線是大坪至老田寮的道路，其北側端點位於本地區北部大坪聚落的鄉道苗14線路口。由此向南南西蜿蜒行至邊界處，沿邊界轉南再轉西出境後，可前往北坑、田窩子、老田寮聚落北側並止於省道台13線路口。

## 學校
- 大西國中
- 錦水國小
- 僑樂國小